# Idegrendszer

Az emberi idegrendszer. A központi idegrendszer piros, a perifériás kék.

Az idegrendszer specializálódott sejtek hálózata, melyek információt szállítanak az élőlény környezetéről és saját magáról, valamint az a szervrendszer, amely irányítja a szervezet többi részét. Az idegrendszer két részre is osztható: központi idegrendszerre és környéki idegrendszerre. A neuronok kapcsolatot létesítenek a két rendszeren belül és között is.
Az idegekkel foglalkozó tudományt neurológiának nevezik.

## Központi idegrendszer
A központi idegrendszer feladata az információ feldolgozása és ez alapján döntések meghozatala. Ebbe beletartoznak a szó szoros értelmében vett döntések, illetve az izmokat ellátó idegek számára az információ megtervezése. Az információt felvevő részeket szenzoros, a leadókat motoros részeknek nevezzük.
A központi idegrendszer anatómiailag és funkcionálisan két nagy részre osztható: a gerincvelőre és az agyvelőre. Mindkét részt kívülről beburkolja a három agyhártya, nevezetesen a dura mater, az arachnoidea és a pia mater. Általános jellemző még az agy-gerincvelői folyadék, vagy liquor cerebrospinalis, mely védelemmel látja el az agyat, illetve a gerincvelő központi csatornájában található.
Az agyvelőt további részekre oszthatjuk az embrionális agyhólyagokból kialakuló agyterületek szerint: nagyagyra (cerebrális féltekék a telencephallon hólyagból) és közti agyra (a diencephallon hólyagból), ezek alkotják az előagy struktúráját. Középagyra (mesencephallon, a mesencephallon hólyagból), mely egyedül alkotja a középagy strukturáját. Utóagyra, mely áll a hídból (pons), a nyúltvelőből (medulla oblongata), valamint a kisagyból (cerebellum). Az utóagy a metencephalon és rhombencephalon másodlagos agyhólyagokból fejlődik ki.
A gerincvelőt két részre oszthatjuk: kívül a fehér állományra, belül a szürkeállományra. A szürkeállomány nagyrészt az idegsejtek sejttestjeiből áll. További laminákra tagolódik, ezeket Rexed-féle lamináknak nevezzük. A fehér állomány tartalmazza a neuronális pályákat.

## Környéki idegrendszer
A központosult idegrendszerű élőlények idegrendszere központi és környéki, más néven perifériás idegrendszerre osztható. Az ember esetén a perifériás idegrendszer az idegrendszerünk agyon és gerincvelőn kívül eső része. A környéki idegrendszer idegekből (latinul: nervus, többes szám: nervi) és dúcokból (ganglion, ganglia) áll, ahol a dúcok az idegsejtek sejttestjeinek, az idegek pedig az axonjainak a csoportosulása. Ezek központi idegrendszeri megfelelői az pálya és a mag. A környéki idegrendszer elsődleges szerepe a szervek és a központi idegrendszer közötti összeköttetés biztosítása.

#### Felépítése:
A környéki idegrendszer szomatikus és autonóm idegrendszerre osztható.

### Szomatikus idegrendszer
A szomatikus idegrendszer érzékszervekből közvetít információt a központi idegrendszerbe afferens, érző rostokon és az izmok akaratlagos mozgatásához vezet jelet efferens, mozgató rostokon. A szomatikus idegrendszert az agyidegek és a gerincvelőidegek alkotják.

#### Agyidegek:
Az agyidegek az agyban található magokból erednek. Az agyidegek állhatnak tisztán érző vagy mozgató rostokból, vagy lehetnek kevertek. 12 pár agyidegről beszélünk, amelyeket római számokkal I-től XII-ig jelölünk.
I. Szaglóideg (latinul: nervus olfactorius). Tisztán érzőideg. Nem valódi agyideg, a szaglóhám érzékhámsejtjeinek a nagyagyba vezető idegnyúlványaiból áll.
II. Látóideg (n. opticus). Tisztán érzőideg. Szintén nem valódi agyideg, mivel a perifériára került központi idegrendszerből származó sejtek építik fel. A koponyaüregbe lépő látóideg rostjai az agyvelő alapján a látókereszteződésben részlegesen átkereszteződnek egymással és úgy haladnak tovább a nyakszirti lebeny felé.
III. Közös szemmozgató ideg (n. oculomotorius). Tisztán mozgatóideg. A középagyból indul ki, és a szemgödörben a legtöbb szemmozgató izmot, valamint a szemhéj emelőizmát idegzi be.
IV. Sodorideg (n. trochlearis). A középagy háti területén eredő, a Sylvius-csatorna alatti magból ered. A szemgödörben a felső ferde szemizmot idegzi be mozgatórostokkal. Érző és szimpatikus rostokat is tartalmaz.
V. Háromosztatú ideg (n. trigeminus). A legnagyobb agyideg, és mind érző, mind motoros rostokat tartalmaz. A fej legnagyobb részének érző idege, és számos izomnak, közöttük a rágóizmoknak a mozgató idege.
VI. Távolító ideg (n. abducens) Érző és paraszimpatikus ideg. Érzőrostjai az arcizmokból, ízlelő rostjai a nyelvből indulnak.
VIII. Egyensúlyi és hallóideg (n. vestibulocochlearis). Kizárólag érzőideg. A hallás és egyensúlyozás idege.
IX. Nyelv-garat ideg (n. glossopharyngeus). Mozgató, paraszimpatikus, általános érzéseket és ízérzéseket közvetítő funkciója van.
X. Bolygóideg (n. vagus). Érző- mozgató és paraszimpatikus rostokat egyaránt tartalmaz. Beidegzési területe a mellüreg és a hasüreg szerveire is kiterjed.
XI. Járulékos ideg (n. accessorius). Tisztán mozgatóideg. Önállóan beidegzi a trapéz- és a fejbiccentő izmokat. Nevét a bolygóideggel való összefonódásáról kapta.
XII. Nyelv alatti ideg (n. hypoglossus). Tisztán motoros ideg, amely beidegzi a nyelv valamennyi saját izmát, valamint számos nyelv alatti izmot.
Néha az agyidegek közé sorolják a latinul nervus terminalis nevű (szó szerinti fordításban „végső ideg”), néha nulladik, zéró, tizenharmadik vagy N agyidegnek nevezett, az emberekben ugyan előforduló, de tisztázatlan funkciójú ideget.

#### Gerincvelőidegek:
Az embernek 31 pár gerincvelői idege van. Minden csigolyaszelvénynél két ideg lép ki a gerincoszlopból a két oldalra. A gerincvelőből eredő idegek mind kevert idegek, a gerinccsatornából két ún. gyökérrel lépnek. A hátsó gyökér tartalmazza a beérkező (afferens) érző rostokat és azokon találhatók a gerincvelő két oldalán, csigolyanyúlványok közé beágyazódva két oldalt az érződúcok. Az elülső gyökér tartalmazza a kimenő (efferens) mozgatórostokat. A két gyökér a gerincoszlop mellett egyesül és kevert idegként haladnak tovább. Mindegyik gerincvelőideg a csigolyákból nyílásokon át lép ki, kivéve az első pár (C1), ami a nyakszirtcsont és az atlas (C1) csigolya között hagyja el a gerincvelőt. A nyaki idegek az alattuk lévő csigolyákról vannak elnevezve, kivéve a C8-as gerincideg, ami C7-es csigolya alatt és a T1-es csigolya fölött található. Ezután a mellkasi, ágyéki és keresztcsonti idegek kivétel nélkül a fölöttük található csigolyákról kapták a nevüket.

#### Autonóm idegrendszer:
Az autonóm idegrendszer (korábban vegetatív idegrendszer) az idegrendszer akarattól nagyrészt független (autonóm) feladatait látja el. Azt szerv közeli dúcok és az idegekben lévő vegetatív rostok hálózata teszi lehetővé, hormonok segítségével (neuroendokrin rendszer). Az autonóm idegrendszer elsődleges feladata a környezethez való alkalmazkodás a belső környezet szabályozásával.
Az autonóm idegrendszernek funkció szerint két állapota van: szimpatikus és paraszimpatikus.

#### Szimpatikus idegrendszer:
Szimpatikus rostok a mellkasi és ágyéki gerincidegekben találhatók. A szimpatikus idegrendszer mozgósítja a szervezet erőtartalékait a Cannon-féle vészreakció során. Ez a reakciósorozat adrenalin (epinefrin) és noradrenalin (norepinefrin) ingerületátvivő anyagokat (neurotranszmittereket) használ. Szimpatikus hatásra kitágulnak a pupillák a veszélyforrás jobb érzékelése érdekében, megindul a verejtékezés a test túlmelegedésének megakadályozásáért. Kitágulnak az agy, a szív és az izmok vérerei miközben összeszűkülnek a bőr és a tápcsatorna erei, valamint megnő a pulzusszám, hogy a vért a szervezet a vészreakcióhoz (harc vagy menekülés) szükséges helyekre juttassa. A szimpatikus idegrendszer növeli a pajzsmirigy tiroxintermelését a sejtlégzés fokozása érdekében és serkenti a gázcserét és kitágítja a léghólyagokat a szükséges oxigén biztosítására. Csökkenti a gyomor és a belek izmainak aktivitását, a hasnyálmirigy és a vékonybél nedvtermelését. És mindezek mellett serkenti a mellékvese nedvtermelését, ami az adrenalin mennyiségét növeli. A mellékvese az egyetlen szerv, aminek csak szimpatikus beidegzése van.

#### Paraszimpatikus idegrendszer:
A paraszimpatikus idegrendszer rostjai bizonyos agyidegekben és az ágyéki gerincidegekben találhatók. A paraszimpatikus idegrendszer működése ellentétes a szimpatikus idegrendszer működésével. Stabilizálja a szervezetet és fokozza az energiaraktározást. A szimpatikus idegrendszerrel ellentétesen a paraszimpatikus hatás előnyben részesíti a tápcsatornát az energiaraktározás miatt. Fokozza a nyáltermelést, a vért az izmokból és a szívből a bőrbe és a belekbe irányítja, fokozza a gyomor, a vékonybél és a vastagbél izomműködését és nedvtermelését, továbbá fokozza a hasnyálmirigy nedvtermelését. Ezek mellett összeszűkíti a pupillákat, fokozza a veseműködést, az ivarszervek nedvtermelését és csökkenti a tüdő, a szív és a pajzsmirigy aktivitását.

## Lásd még
- Idegsejt
- Idegszövet
- Központi idegrendszer